# Wiktor Junosza-Dąbrowski
Wiktor Junosza-Dąbrowski herbu Junosza (ur. 12 października 1896 w Taszkencie, zm. 22 czerwca 1981) – porucznik rezerwy artylerii Wojska Polskiego. Pięściarz, trener i działacz bokserski, dziennikarz, publicysta i literat sportowy.

## Życiorys
Urodził się 12 października 1896. Ukończył studia prawnicze, kształcił się na Uniwersytecie w Odessie oraz w na Sorbonie w Paryżu. 
Po odzyskaniu przez Polskę niepodległości został przyjęty do Wojska Polskiego. Został awansowany na stopień porucznika artylerii ze starszeństwem z dniem 1 czerwca 1919. W latach 20. był oficerem 4 Pułku Artylerii Polowej w Inowrocławiu. W 1924 jako były oficer zawodowy był w rezerwie ww. pułku. W 1934 był oficerem rezerwowym 29 Pułku Artylerii Lekkiej i pozostawał wówczas w ewidencji Powiatowej Komendy Uzupełnień Warszawa Miasto III.
Pełniąc służbę wojskową w Inowrocławiu w 1921 był założycielem Kujawskiego Klubu Bokserskiego, w którym został również trenerem (zawodnicy klubu byli medalistami pierwszych mistrzostw Polski w 1924). W 1922 zdobył tytuł mistrza Polski armii. Opracował regulamin rozgrywek pięściarskich oraz był współzałożycielem Polskiego Związku Bokserskiego. Powołał do życia turniej pięściarski pod tytułem Pierwszy Krok Bokserski. Na przełomie lat 20./30. był kierownikiem Referatu Wychowania Fizycznego w Wydziale Wyszkolenia Państwowego Urzędu Wychowania Fizycznego i Przysposobienia Wojskowego. Pełnił funkcję sekretarza Polskiego Komitetu Olimpijskiego. Ponadto udzielał się jako dziennikarz, publicysta i pisarz sportowy. Jako pierwszy otrzymał wyróżnienie „Złote Pióro”. Zmarł 22 czerwca 1981.

## Publikacje
- Walka wręcz. Dżiu-dżitsu (1927)
- Co każdy o boksie wiedzieć powinien (1928)
- Królowie pięści (1930)
- Na stalowym rumaku (1930)
- Podstawy ideowe kultury fizycznej (1935)
- Jak zostać mistrzem pięściarskim (1935)
- Jak najłatwiej zdobyć państwową odznakę sportową <P.O.S.> (1935)
- Rekordy woli (1937)
- Podróż przez piekło (1946)